# Sospiro
Sospiro é uma comuna italiana da região da Lombardia, província de Cremona, com cerca de 3.251 habitantes. Estende-se por uma área de 19 km², tendo uma densidade populacional de 171 hab/km². Faz fronteira com Cella Dati, Malagnino, Pieve d'Olmi, Pieve San Giacomo, San Daniele Po, Vescovato.

## Demografia
| Variação demográfica do município entre 1861 e 2011                               |
|                                                                                   |
| Fonte: Istituto Nazionale di Statistica (ISTAT) - Elaboração gráfica da Wikipedia |